# Educação na Colômbia
A educação na Colômbia compreende a educação formal e lnformal. A educação formal é composta de educação infantil, escola primária, escola secundária e educação técnica, e educação superior. A gratuita e obrigatória durante a escola primária e metade da escola secundária, com uma duração de 9 anos.
O ente encarregado da coordenação da educação é o Ministério da Educação, que delega às 78 secretarias de educação a gestão e organização das regiões. A educação estatal é geralmente mais econômica que a educação privada. A educação é regulamentada pela lei 115 de 1994, a Lei Geral de Educação. A política pública na educação se define através do plano decimal de educação e pelos planos setoriais de educação nos níveis nacional, departamental, distrital e municipal.

## Sistema educacional
O ano escolar pode se estender de fevereiro a novembro ou de agosto a junho, e em muitas escolas públicas as aulas são divididas em turnos da manhã e da tarde, para poder acomodar o grande número de crianças.

### Pré-escola
A maioria das crianças com menos de 5 anos podem ficar sob os cuidados da pré-escolas e creches em "Hogares Comunitarios" (casas comunitárias) mantidas pelo "Instituto Colombiano de Bienestar Familiar" (ICBF), onde mães da comunidade tomam conta de suas próprias crianças, e das crianças da vizinhança. Quando as crianças aprendem a ler e escrever, elas normalmeas para a escola primária. Há também uma grande quantidade de jardins de infância privados, mas nezes o alto custo é muito restritivo para a média das famílias..
Os últimos dois anos do pré-escolas se dnominam, normalmente, kinder (crianças de 4 ou 5 anos) e transición (crianças de 5 ou 6 anos). Em muitas instituições, principalmente em todas as privadas, se espera que a crian, anterior ao primeiro ano da educação primária.

### Educação primária
A educação primária é gratuita e obrigatória para crianças entre 6 e 12 anos. Tem duração de 5 anos, e provê competências básicas 
Anualmente se tem promovido a aprovação com o decreto 230 de 2002, o qual indica que no máximo 5% dos estudantes de uma instituição podem reprovar de ano, e os outros passarão para a próxima série não importando suas novas nas avaliações. O motivo para a "aprovação automática" é que um estudante não deve demorar mais anos do que o pressuposto para terminar seus estudos, porque é custoso para o país, e porque publicamente se indica que a perda de um ano vá contra a autoestima dos estudantes.
O índice de crianças que se matricularam nas escolas primárias (no grupo de idade relacionado) em 2001 foi de 89,5%. Nas áreas rurais, os professores são pouco qualificados, e são oferecidos apenas os cinco anos da escola primária.
!

### Escola secundária
A educação secundária possui duração de seis anos, e é dividida em educação secundária básica (6ª a 9ª série), e educação média vocacional (10ª e 11ª série), com a primeira sendo obrigatória.
Na educação média vocacional se pretende que o estudante escolha, de acordo com suas habilidades e preferências, a opção na qual deseja aprofundar seus estudos. Em geral poucos colégios oferecem uma oportunidade real para que seus estudantes sigam para o mundo trabalhista com vantagens competitivas sobre os outros estudantes, e normalmente apenas os estudantes que tem recursos econômicos suficientes continuam seus estudos universitários, embora existam empréstimos estatais, como os que oferece o ICETEX, e empréstimos de organizações privadas.
Em muitas escolas privadas existe um ano extra de treinamento vocacional para os estudantes que completam o ensino secundário.
O índice de crianças que se matricularam nas escolas secundárias (no grupo de idade relacionado) em 2001 foi de 53,5%. A expectativa de vida escolar em 2001 era de 11,1 anos.

### Acesso ao ensino superior
Para conseguir acessar o educação superior ou educação técnica, os estudantes devem fazer o teste estatal "pruebas de estado" providos pelo "Instituto Colombiano para el Fomento de la Educación Superior" (ICFES).

### Educação superior
A educação superior é dividida em diplomas de pré-graduação e pós-graduação e é regulada pela lei 30 de 1992.
A nível de pré-graduação se encontram as carreiras profissionais, normalmente de 5 anos, as licenciaturas, que duram 4 anos, e as carreiras técnicas e tecnológicas que duram uma média de 2 e 3 anos.
A nível de pós-graduação se reconhecem as especializações, os mestrados e os doutorados. Há adicionalmente uma série de diplomados, seminários e outros cursos de educação contínua e educação para o trabalho e desenvolvimento humano que, em poucas semanas ou meses permitem ao profissional conhecer novas técnicas ou manter-se atualizado.
A educação para optar por um título de mestre ou especialização é focada para potenciar as habilidades de gestão, aprofundamento e atualização visando garantir o crescimento do setor produtivo. É normal que nos altos cargos das organizações se exija este tipo de título de acordo com o perfil organizacional.
No final há o nível de doutorado, que poucas universidades estão creditadas a oferecer, e na qual busca a formação de investigadores e criadores de conhecimento novo. Geralmente os doutores estão fora dos níveis de investimento que as empresas podem pagar, e trabalham nos centros educativos para impulsionar o avanço da ciência.
A Colômbia tem 24 universidades públicas e várias privadas. Elas estão concentradas em Bogotá, que se tornou conhecida como a "Athena da América do Sul". A maioria dos cursos de graduação das universidades duram cinco anos.

### Educação para o Trabalho e Desenvolvimento Humano, e Educação informal
A Educação para Trabalho e Desenvolvimento Humano e a Educação informal são reguladas pela lei 1064 de 2006 chamada educación para el trabajo y el desarrollo humano, pelo decreto 2020 de 2006 e pelo decreto 2888 de 2007.
Se considera educação informal todas as atividades que representam algum tipo de estudo ou treinamento, mas que não conduzem a nenhum tipo de grau. Isto inclui o treinamento de seus empregados que ocorre no interior das empresas.
Há também a educação para o Trabalho, oferecida geralmente por instituições privadas, que emitem certificados de nível técnico, e provê habilidades e talentos que se focam principalmente na capacitação para melhorar o nível de subsistência. Esta educação envolve habilidades técnicas necessárias para a capacitação de especialistas em áreas específicas de diferentes atividades trabalhistas segundo a classificação nacional de trabalho. A lei permite que um aluno possa terminar seus estudos em uma entidade de Educação para Trabalho e Desenvolvimento Humano, devidamente certificada, e poder fazer reconhecer seus conhecimentos na educação superior.
A educação para o trabalho e desenvolvimento humano é oferecida por instituições oficiais e privadas como o SENA, o CESDE, a Corporación Politécnico de Cundinamarca, a Academia Nacional de Aprendizaje (ANDAP), o INCAP, entre outros.
O decreto 2888 de 31 de julho de 2007 regulamenta a criação, organização e funcionamento das instituições que oferecem o serviço educativo para o trabalho e desenvolvimento humano, estabelece os requisitos básicos para o funcionamento destes programas e dita outras disposições. A principal associação de instituições de educação para o trabalho e desenvolvimento humano é a ASENOF, que foi responsável por reformas na educação para o trabalho, como a lei 1064 de 2006.

### Organizações não-governamentais
Há centenas de Organizações não-governamentais bem estabelecidas na Colômbia que ajudam a fechar as brechas na educação. Para suportar seus esforços, a diáspora colombiana tem começado a organizar e enviar recursos para eles dos Estados Unidos. Um dos maiores exemplos é a Genesis Foundation.

## Cobertura e Qualidade
O gasto público na educação em 2006 foi 4,7% do Produto Interno Bruto da Colômbia - um dos mais altos da América Latina - comparado a 2,4% em 1991. Isso representa 14,2% do total dos gastos do governo. Em 2006, a rede primária e secundária atingiu uma taxa de ingresso de 88% e 65% respectivamente, um pouco menor do que a média regional. A expectativa de vida escolar era de 12,4 anos.
Cerca de 92,5% da população (homens: 92.4% mulheres: 92.6%) da idade de 15 anos ou mais são alfabetizados, incluindo 97,9% dos jovens de 15 a 24 anos, ambos os índices sendo um pouco maior do que a média regional. Entretanto, o índice de alfabetismo é menor nas áreas rurais.
Cobertura
A nível de educação pré-escolar, primária e secundária básica as instituições estatais e privadas dividem meio-a-meio a população estudantil. A educação técnica e superior é feita na maioria das vezes nas instituições privadas. Como a atenção do estado na educação não cobre satisfatoriamente todas as necessidades do país, nascem novas propostas para a criação de recursos que sejam aproveitáveis por todos, e que se possam construir de forma colaborativa.
Em muitas áreas rurais os professores não estão qualificados para ensinar, e com isso algumas escolas só oferecem os cinco primeiros anos da educação primária.